# Palais des Abbés d'Oliwa
Le palais des Abbés est un palais historique situé dans le parc Oliwa à Gdańsk-Oliwa. Il est composé d'une aile orientale du XVe siècle et d'une aile sud plus récente du XVIIe siècle. 

## Histoire

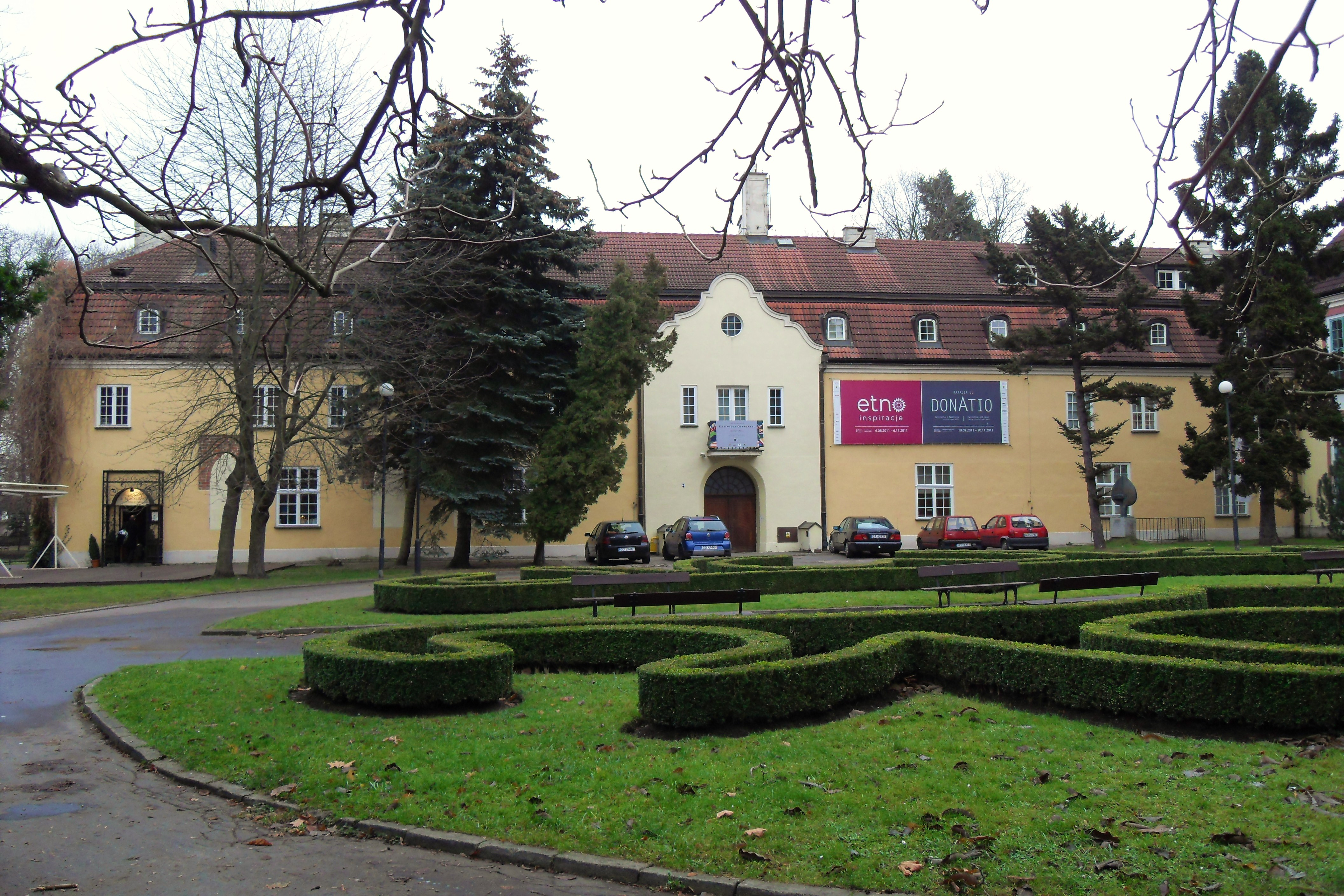
Vieux palais (construit au XVe siècle)

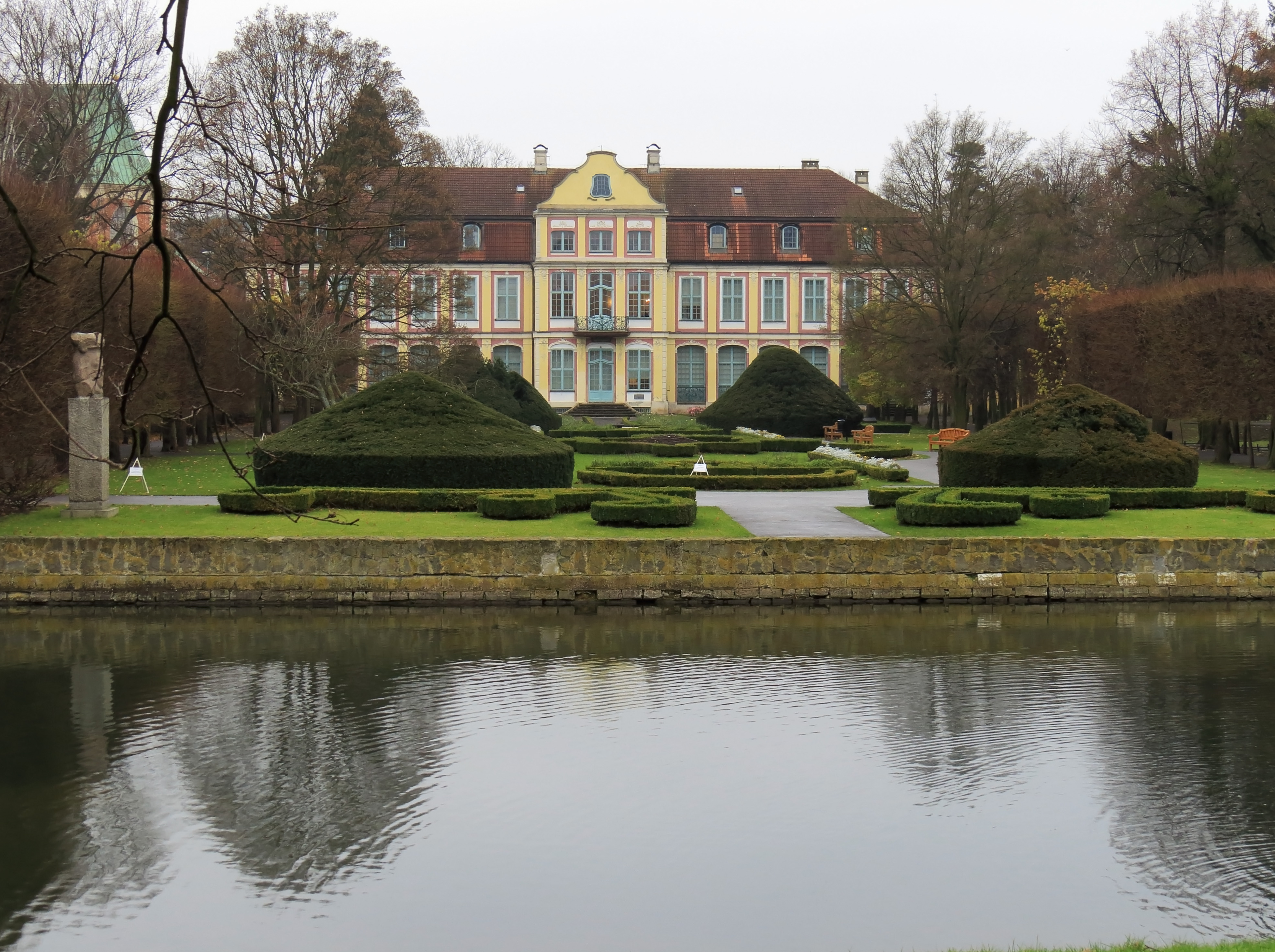
Le palais du côté de l'étang

La partie la plus ancienne du bâtiment, appelée Vieux Palais a été construit au XVe siècle, dans le style gothique. Après 1577, l'édifice fut agrandi jusqu'à sa taille actuelle et servit aux abbés jusqu'au XVIIe siècle. Dans la première moitié du XVIIe siècle, on l'appelle Nouveau Palais.
Le bâtiment a reçu sa forme définitive lors de la reconstruction en 1754-1756, financée par le dernier abbé du monastère d'Oliwa, Jacek Józef Rybiński. Elle est décorée dans le style rococo.
Le 1er octobre 1831, le monastère d'Oliwa fut liquidé et ses propriétés furent partagées entre la ville de Gdańsk et le roi de Prusse.
À l'époque de la Ville libre de Dantzig, il y avait un musée national dans les salles du palais.
En 1945, à la fin de la Seconde Guerre mondiale, le palais (entre-temps dégradé au rôle d'entrepôts) fut incendié par les Allemands dans le cadre du dégagement de l'avant-plan du front devant l'Armée rouge. Le palais a été reconstruit en 1965 grâce aux efforts du musée de Poméranie de Gdańsk et servait initialement de département ethnographique du musée.
Depuis 1989, il abrite le département d'art moderne du Musée national de Gdańsk. L'exposition permanente comprend des œuvres d'artistes polonais des XIXe et XXe siècles (peinture, sculpture, céramique). Des expositions temporaires d'art contemporain, des concerts de musique de chambre, des conférences et des rencontres avec des artistes sont souvent organisés. En été, a lieu le festival de musique Mozartiana.